# Bartok the Magnificent
 Bartok the Magnificent és una pel·lícula d'animació dirigida per Don Bluth i Gary Goldman, estrenada directament en vídeo el 1999. Es tracta d'un sèrie derivada de la pel·lícula Anastasia (1997).

## Argument
Don Bluth va dirigir aquesta cinta prèvia a Anastasia, que es concentra en les aventures de Bartok (veu de Hank Azaria). Bartok i el seu millor amic, l'os Zozi (veu de Kelsey Grammer), fan el seu camí com a artistes del carrer, adulats pel poble rus que no es cansa de les seves voltes i de les seves heroiques actuacions teatrals; però tot canvia quan el príncep Iván és segrestat per la malvada Ludmilla, que vol desfer-se de l'home que es troba en el seu camí com a hereva al tron. Bartok i Zozi decideixen que han d'anar a rescatar el príncep Iván, i s'enfronten a la malvada i poderosa bruixa Baba Iagà. Bartok The Magnificent compta amb les veus de Jennifer Tilly, Catherine O'Hara, i Tim Curry.

## Repartiment

### Veus angleses
- Hank Azaria - Bartok
- Kelsey Grammer - Zozi
- Andrea Martin - Baba Iagà
- Catherine O'Hara - Ludmilla
- Tim Curry - The Skull
- Jennifer Tilly - Piloff
- Phillip Van Dyke - Ivan
- Diedrich Bader - Vol

## Rebuda
Molt superior a qualsevol preqüela creada per Disney, i fins i tot molt superior a moltes pel·lícules del mateix gènere destinades al cinema, ja sigui de la Disney, de la Warner, o de qualsevol altra productora famosa. Directe en vídeo no implica falta de qualitat en cap sentit.
Té una BSO molt més que destacable, amb cançons realment cuidades. Els personatges són els típics de faula, molt treballats en tots els aspectes, amb l'inconfusible segell Bluth, cadascun té un paper molt important a la pel·lícula, cap no sobra, que és molt d'agrair. Destacar Baba Iagà, cèlebre personatge de la cultura popular russa, protagonista de molts dels seus contes.